# Pantelimon
Pantelimon – miasto w Rumunii; w okręgu Ilfov. Liczy 19 384 mieszkańców (2009).